# Емуртла (село)
Емуртла — село в Упоровском районе Тюменской области России. Административный Емуртлинского сельского поселения

## География
Село находится на юго-западе Тюменской области, в пределах юго-западной части Западно-Сибирской низменности, в лесостепной зоне, на берегу реки Емуртла (в переводе с тюркского означает «черемуха»).
Расстояние до районного центра села Упорово 24 км, города Заводоуковска 69 км (через Горюново 48 км), областного центра города Тюмени 163 км (через Горюново 142 км).

### Климат
Климат континентальный с холодной продолжительной зимой и тёплым относительно коротким летом. Средняя температура воздуха самого холодного месяца (января) — −18,7 °C (абсолютный минимум — −47,3 °C); самого тёплого месяца (июля) — 18 °C (абсолютный максимум — 38,4 °С). Безморозный период длится в среднем 111 дней. Среднегодовое количество атмосферных осадков составляет 181—469 мм, из которых 70 % выпадает в тёплый период. Продолжительность залегания снежного покрова составляет в среднем 164 дня.

### Часовой пояс
Село Емуртла, как и вся Тюменская область, находится в часовой зоне МСК+2. Смещение применяемого времени относительно UTC составляет +5:00.

## Административно-территориальное деление
- 1689 Тобольский уезд. Основана Емуртлинская слобода.[5]
- 1708 Сибирская губерния, Тобольский уезд, Емуртлинская слобода.[3][6]
- 1720 Сибирская губерния, Тобольский уезд, Ялуторовский дистрикт, Емуртлинская слобода.[3][6]
- 1782 Тобольское наместничество, Ялуторовский уезд, Емуртлинская слобода.[3][6]
- 1796 Тобольская губерния, Ялуторовский округ, Емуртлинская волость, Емуртлинская слобода.[3][6]
- 1850 Тобольская губерния, Ялуторовский округ, Емуртлинская волость, село Емуртлинское.[3][6]
- 1898 Тобольская губерния, Ялуторовский уезд, Емуртлинская волость, село Емуртлинское.[3][6]
- 1919 Тюменская губерния, Ялуторовский уезд, Емуртлинская волость, Емуртлинский сельский совет, село Емуртлинское.[3][6]
- 03.11.1923 Уральская область (РСФСР), Тюменский округ, Емуртлинский район, Емуртлинский сельский совет, село Емуртлинское.[3][6]
- 08.08.1930 Уральская область (РСФСР), Емуртлинский район, Емуртлинский сельский совет, село Емуртлинское.[3][6]
- 01.01.1932 Уральская область (РСФСР), Упоровский район, Емуртлинское сельский совет, село Емуртлинское.[3][6]
- 17.01.1934 Челябинская область, Упоровский район, Емуртлинский сельский совет, село Емуртлинское.[6]
- 07.12 1934 Омская область, Упоровский район, Емуртлинский сельский совет, село Емуртлинское.[3][6]
- 14.08.1944 Тюменская область, Упоровский район, Емуртлинский сельский совет, село Емуртла.[3][6]
- 01.02.1963 Тюменская область, Ялуторовский район, Емуртлинский сельский совет, село Емуртла.[3][6]
- 12.01.1965 Тюменская область, Заводоуковский район, Емуртлинский сельский совет.[3][6]
- 30.12.1966 Тюменская область, Упоровский район, Емуртлинский сельский совет, село Емуртла.[3][6]
- 21.12.2005 Тюменская область, Упоровский район, Емуртлинское сельское поселение, село Емуртла.[3][6]

## История
В переписи 1683 года Емуртлы нет. В Российском государственном архиве древних актов имеются документы Г. Ф. Миллера, присланные ему из Ялуторовской канцелярии в 1741 г. В сводной ведомости по Ялуторовскому дистрикту, указано: 
По скаске Емуртлинской слободы крестьянского старосты Якова Архипова с крестьянами, построена оная Емуртлинская слобода и поселена в прошлом 1689 году по указу великих … Иоана Алексеевича и Петра Алексеевича жилецкими людьми Афонасием да Иваном Давыдовыми; а даной в той слободе не имеетца, понеже имелась в Моревой деревне у крестьянина Алексея Морева, а в прошлом 1739 году, декабря 24 дня, при взятье оных Моревых в расколе, при горении пустини згорела у оных Моревых.
Основали слободу Емуртлинскую Давыдов Афанасий с сыном Иваном в 1689 году. Давыдов Афанасий (р. около 1640) – атаман,  приказчик в 1667, 1676, 1679 годах  Исетского острога, его отец Давыдко Ондреев (р. около 1620) основал Исетский острог в 1650 г.

  В 1741 году по данным Ялуторовской канцелярии в Емуртлинской слободе 
имеется 66 дворов… При Емуртлинской слободе имеется шесть деревень 
 Бердюгина, Нерпина, Морева, Кашаир, Ренёва, Кирчиганская.
В 1912 году в селе были: земская станция, церковь, волостное правление, министерскую школу, библиотеку и читальню, хлебозапасной магазин, винную лавку, 5 торговых лавок, ветряную мельницу, водяную мельницу, маслодельный завод, 3 кузницы, пожарная охрана, 3 ярмарки.

## Население
| 1689 | 1710 | 1762 | 1782 | 1816 | 1834 | 1858 | 1897 | 1926 | 1989. | 2002 | 2010 | 2021 |
| 17   | 181  | 410  | 376  | 486  | 642  | 739  | 1394 | 1791 | 665   | 709  | 724  | 715  |

| 2010 |
| ---- |
| 724  |

## Церковь
По переписи 1689 года в слободе Емуртлинской была 
Церковь Всемилостившего Спаса. Приходской поп Иван Васильев сын 65 лет собственной пашни не имеет».
 В 1718 году построена новая церковь. Историк Миллер Ф.И. писал в своих трудах о слободе Емуртлинской 
Город малой рублен обломами и крыт драняцами… в середине башни проезжая и иной город строения крепкого, а в нем церковь двадцать три сажени одна половина аршина, а построена та церковь в прошлом 1718 году по благословению великого господина преосвященнейшего Федора Митрополита».
Третья церковь построена в 1766 году, здание деревянное с таковой же колокольней. Престолов в ней один во имя Нерукотворного образа Спасителя. Четвертая во имя Рождества Христова в 1846 г.
Красивейший храм из бело-красного кирпича с шестью куполами и звонницей в селе Емуртлинском заложен 19.09.1910 года, построен и освящен 5.09.1915 г. Престол в нем один во имя Рождества Христова. По штату положен священник, диакон и псаломщик. В 1932 году храм был разобран, из кирпичей построили машинно-тракторную станцию в совхозе «Емуртлинский». На месте разрушенного храма в 2014 году установлен и освящен Поклонный крест.
В 1917 году в Емуртле построено каменное здание для сельского училища от Министерства просвещения. В советское время в нем располагалось начальная школа. Стараниями верующих людей здание было отремонтировано и в нем 30.09.2018 года открыт храм во имя святых мучениц Веры, Надежды, Любови и матери их Софии.

## Сельский совет, сельское поселение
Емуртлинский сельсовет образован в конце 1919 года в Емуртлинской волости Ялуторовского уезда. В начале 1924 года вошел в  Емуртлинский район, 01.01.1932 г. передан в Упоровский район, 1.02.1963-в Ялуторовский район, 12.01.1965-в Заводоуковский район, 30.12.1966-в Упоровский район. Емуртлинское сельское поселение – муниципальное образование, статус и границы установлены Законом Тюменской области от 5.11.2004 г №263. В его состав входит 8 населённых пункта, три населенных пункта исчезли: посёлок Мирный, д. Новая Нерпа и д. Носулина.

## Галерея

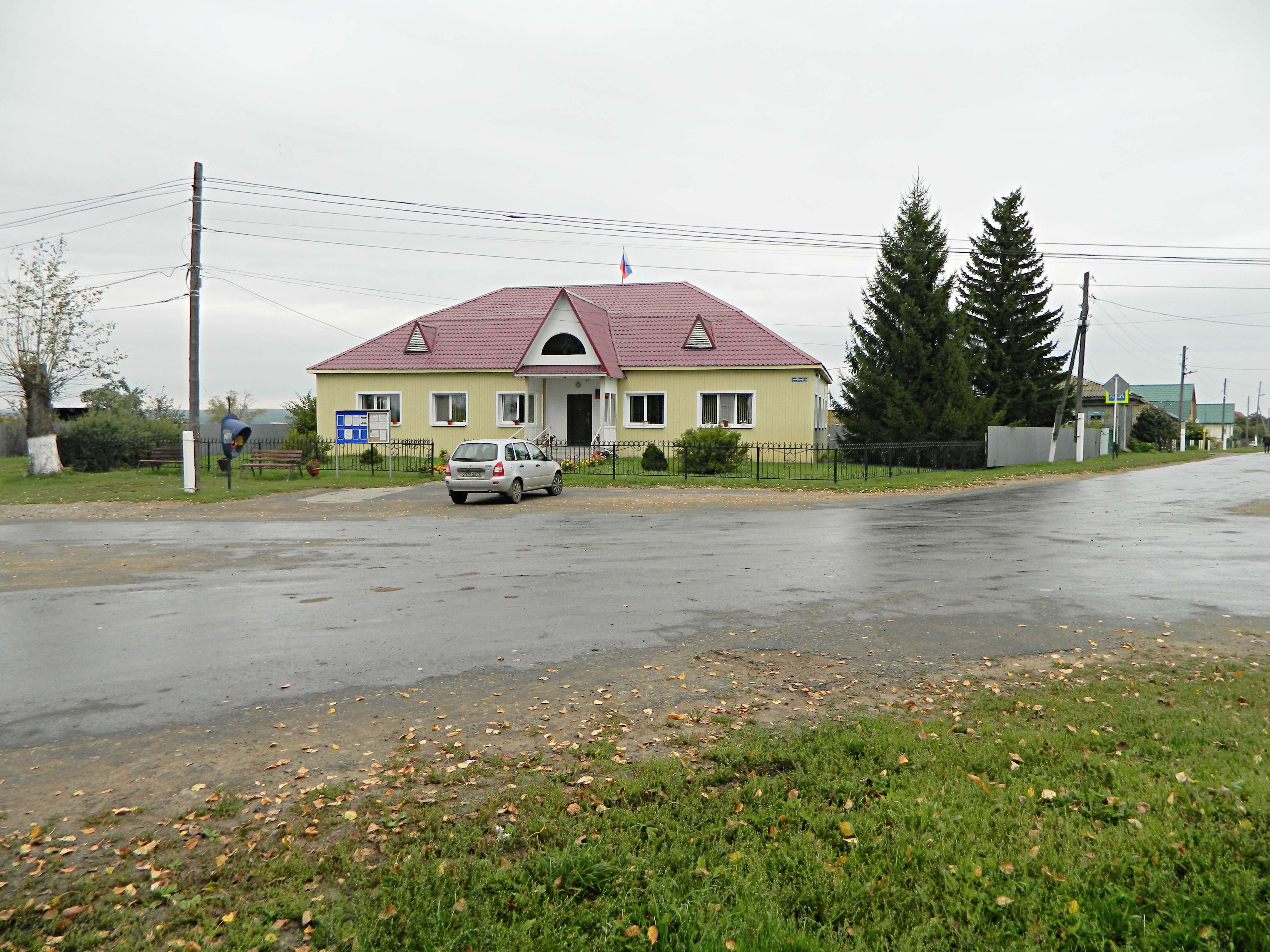
с. Емуртла. Сельская администрация
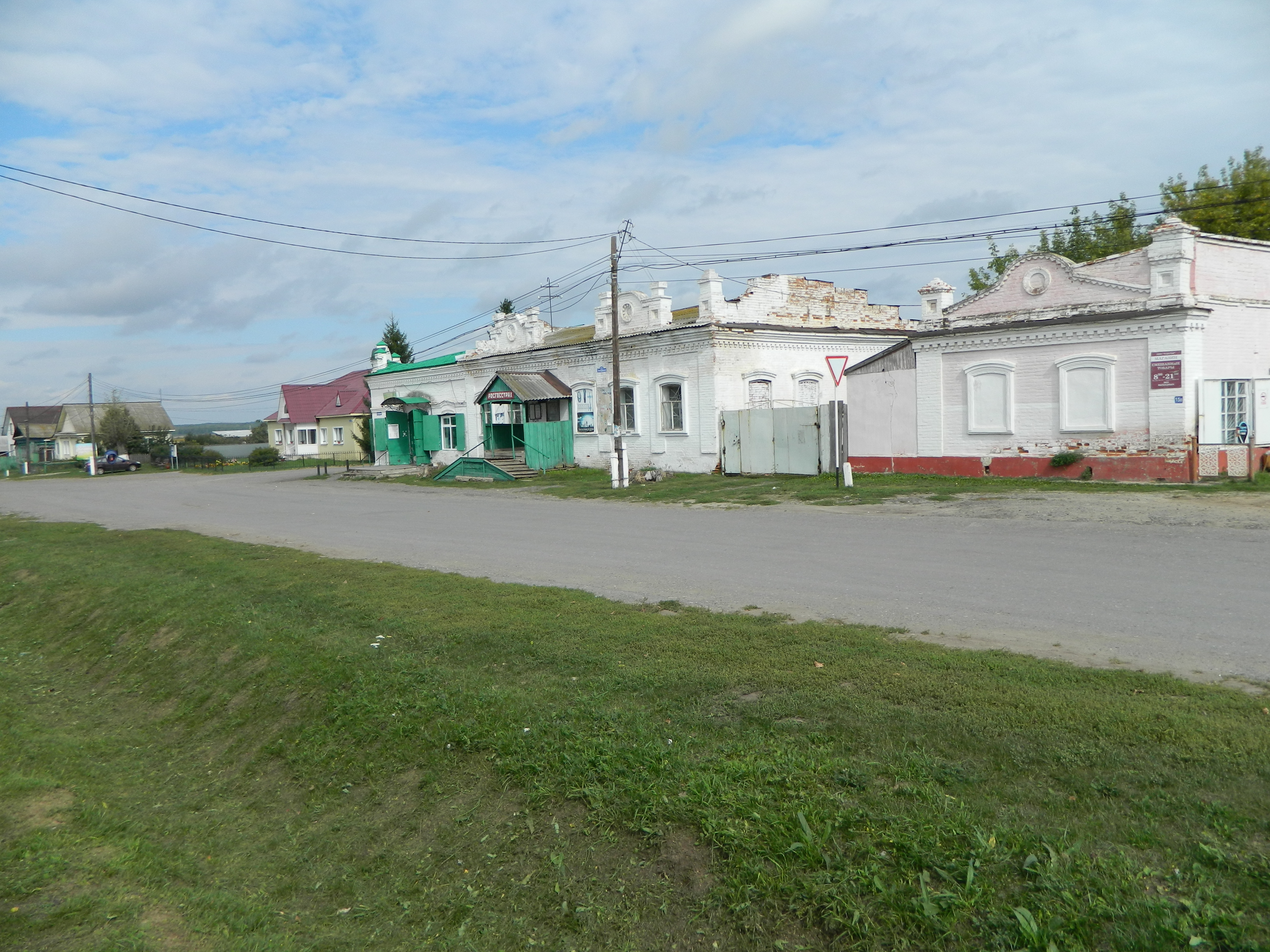
с. Емуртла
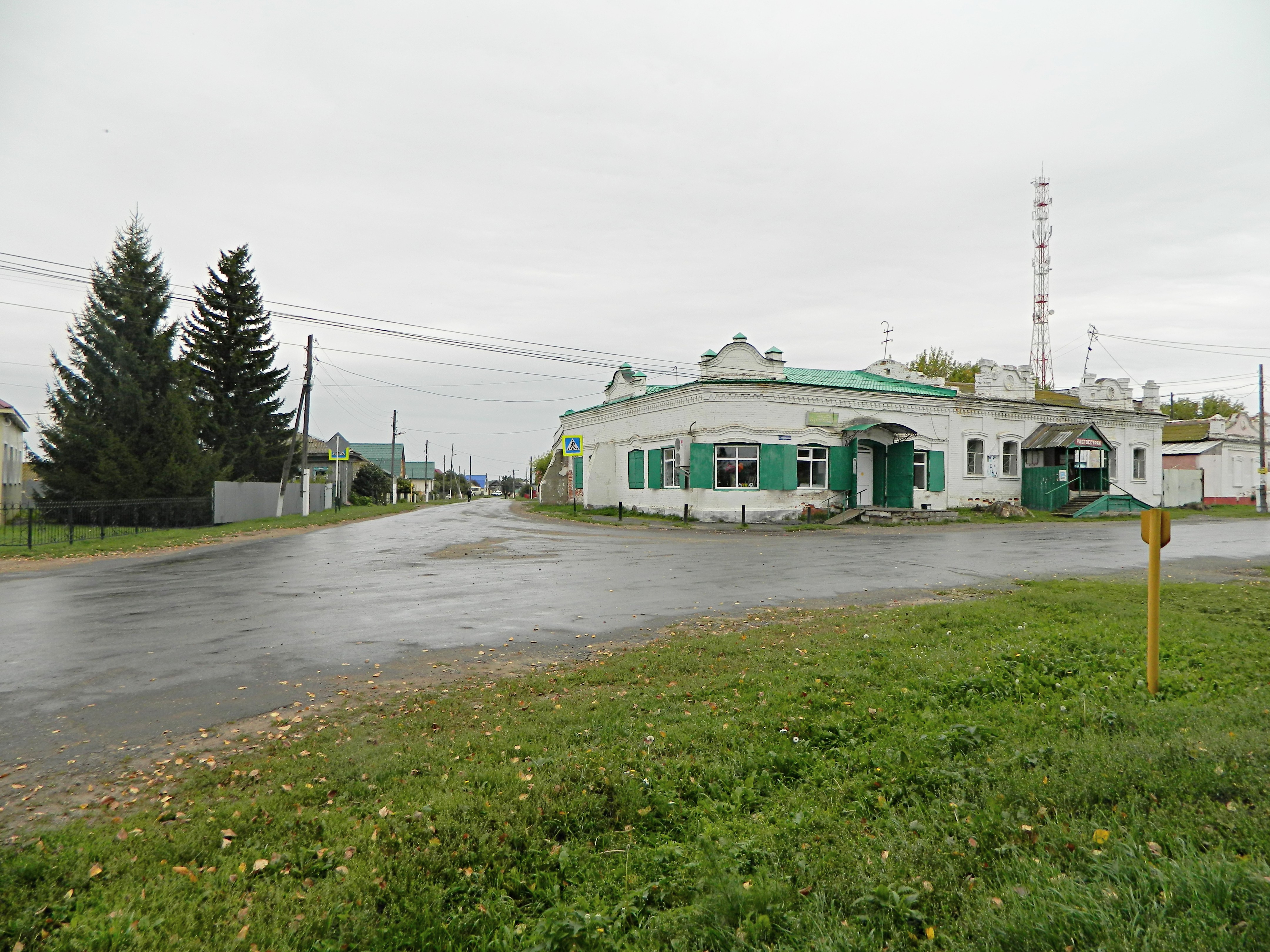
с. Емуртла
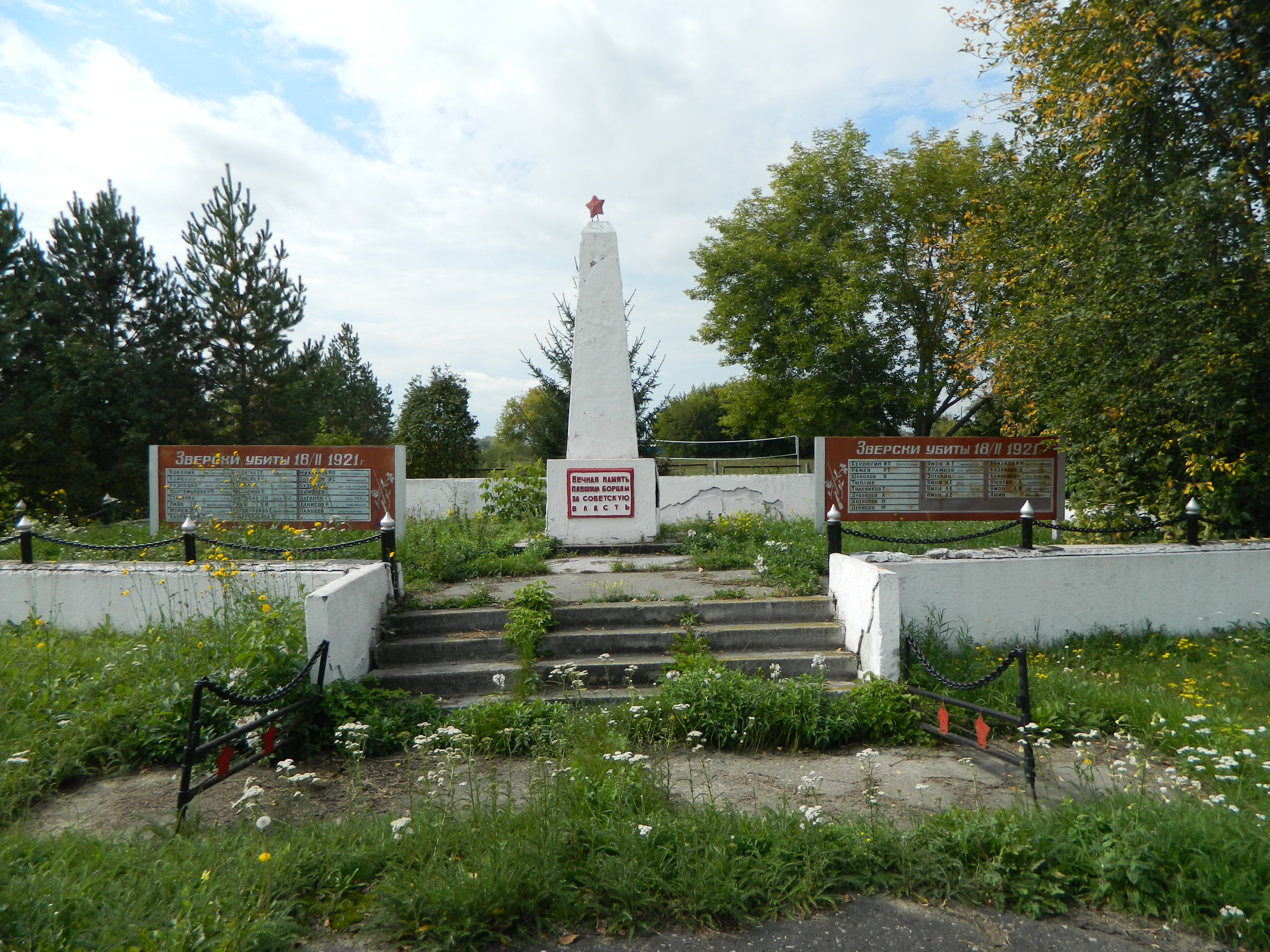
с.Емуртла. Памятник павшим борцам за Советскую власть
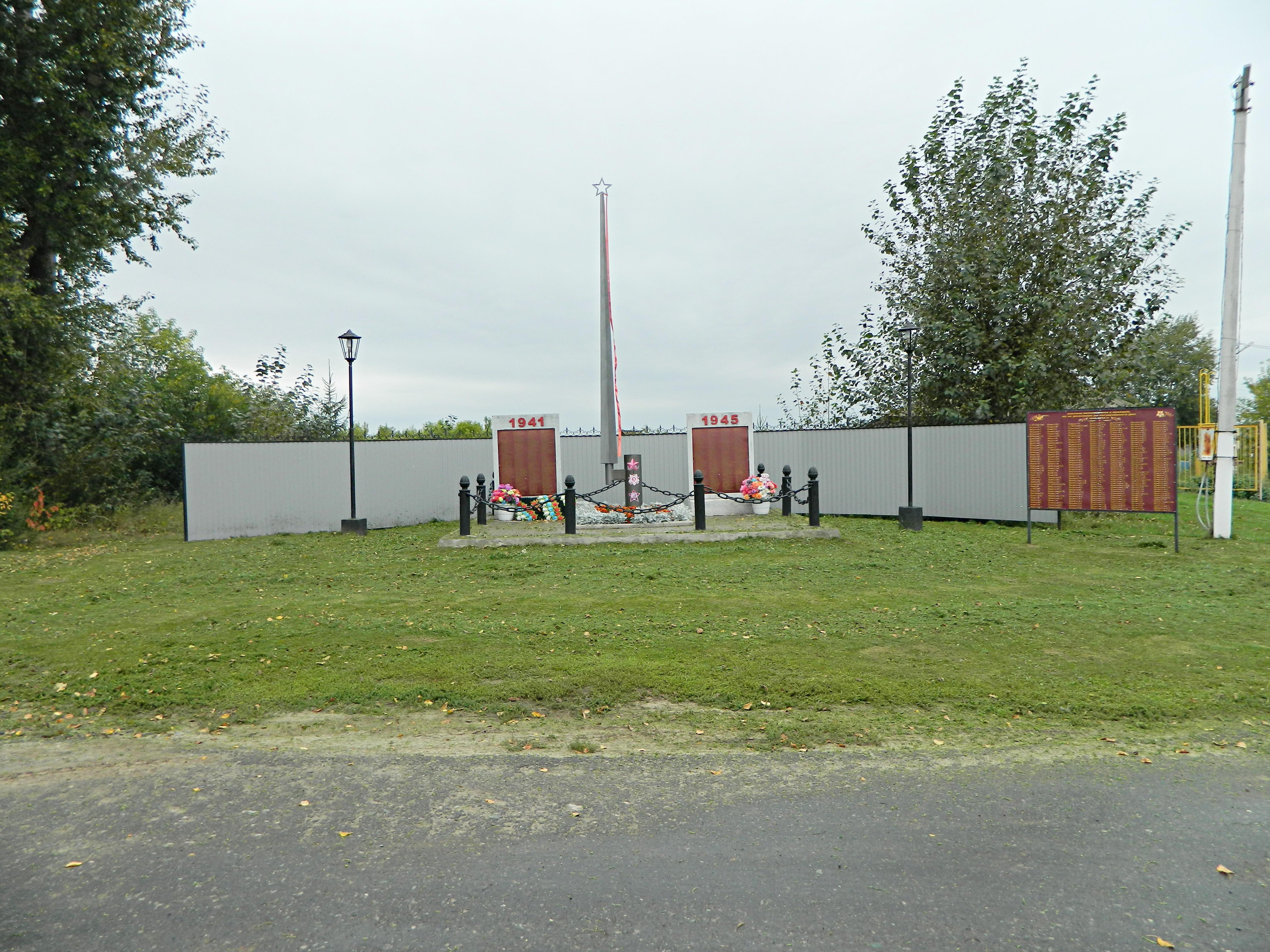
с. Емуртла. Памятник участникам ВОВ
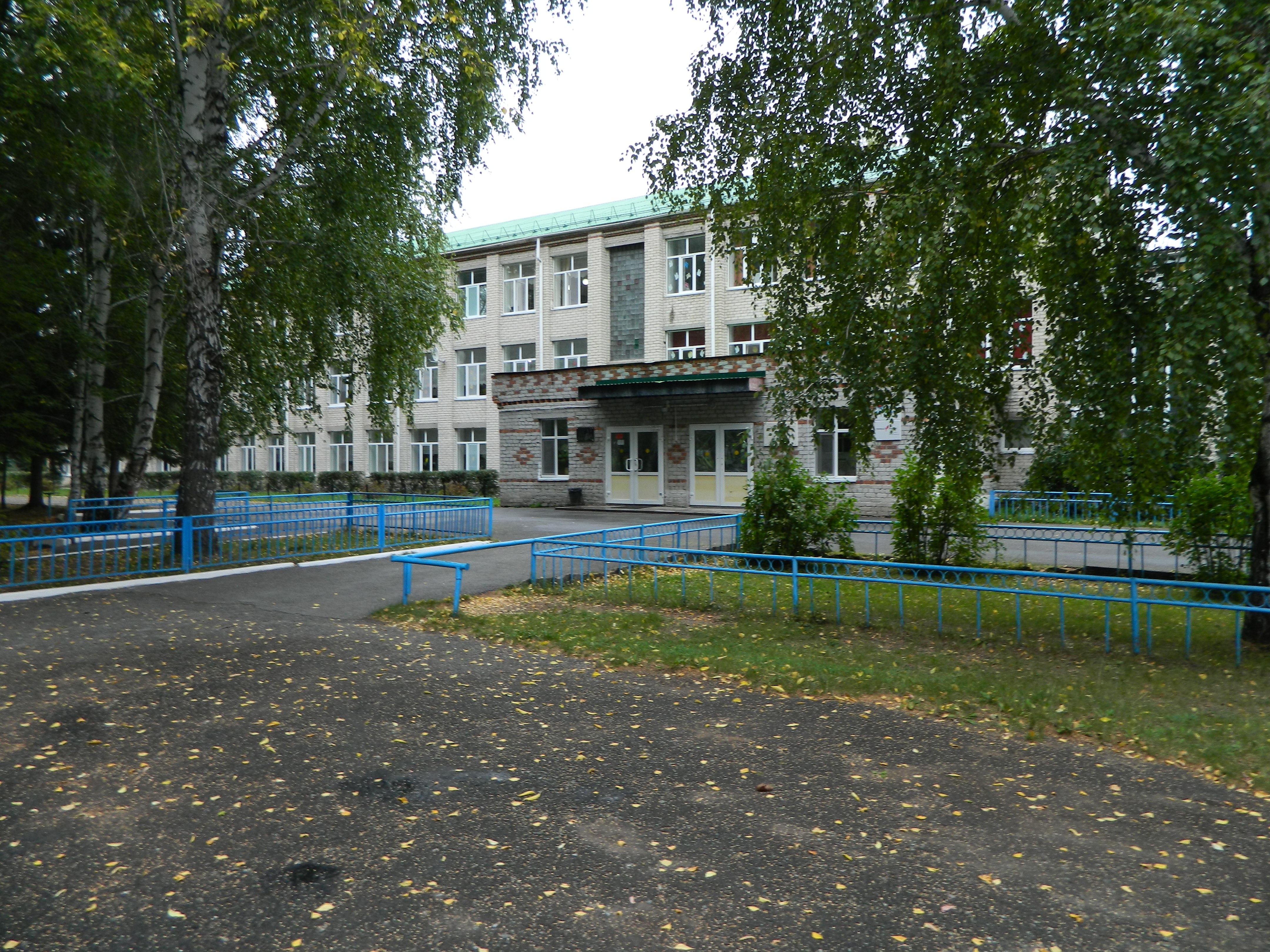
с.Емуртла. Школа
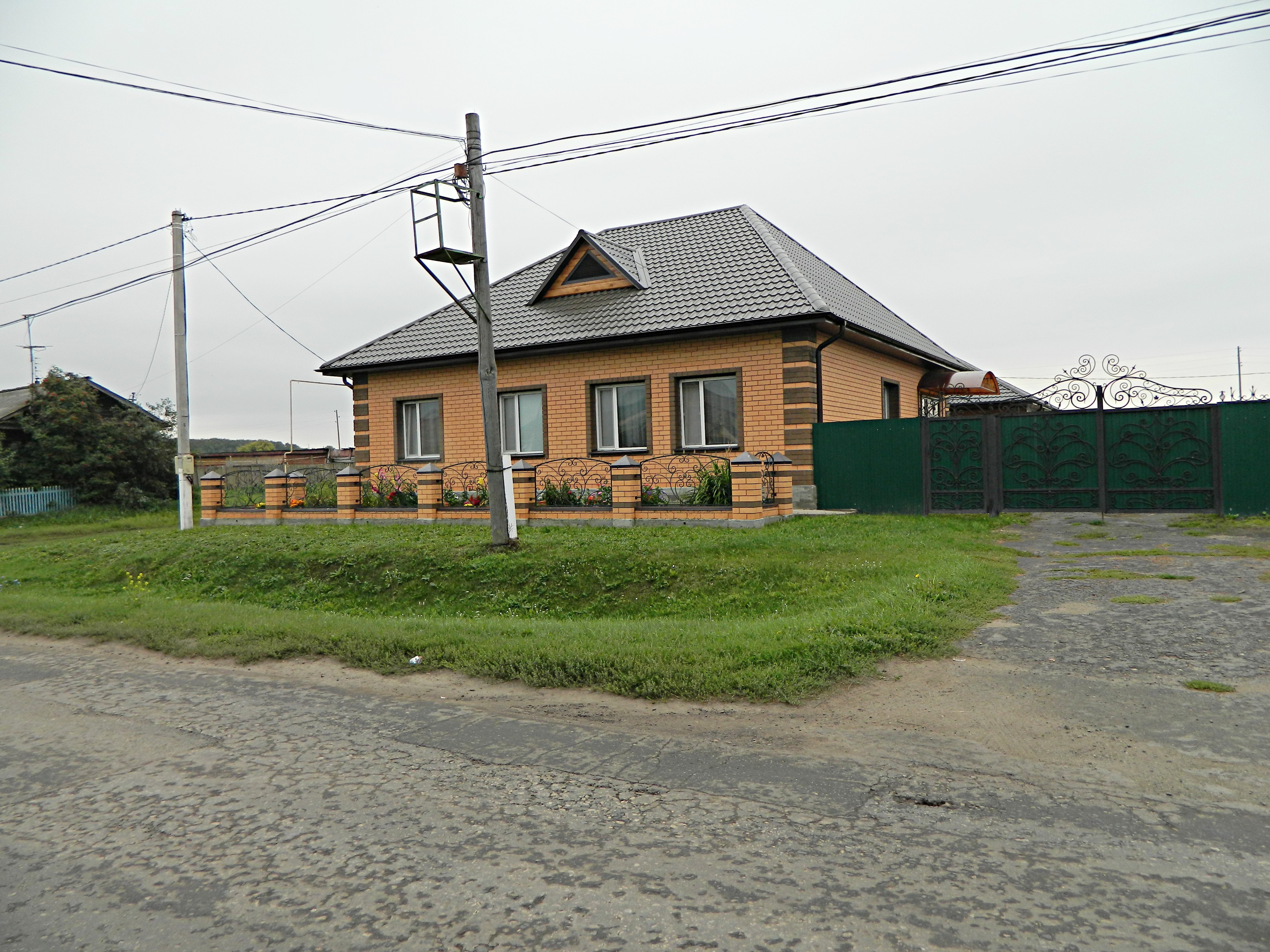
с.Емуртла
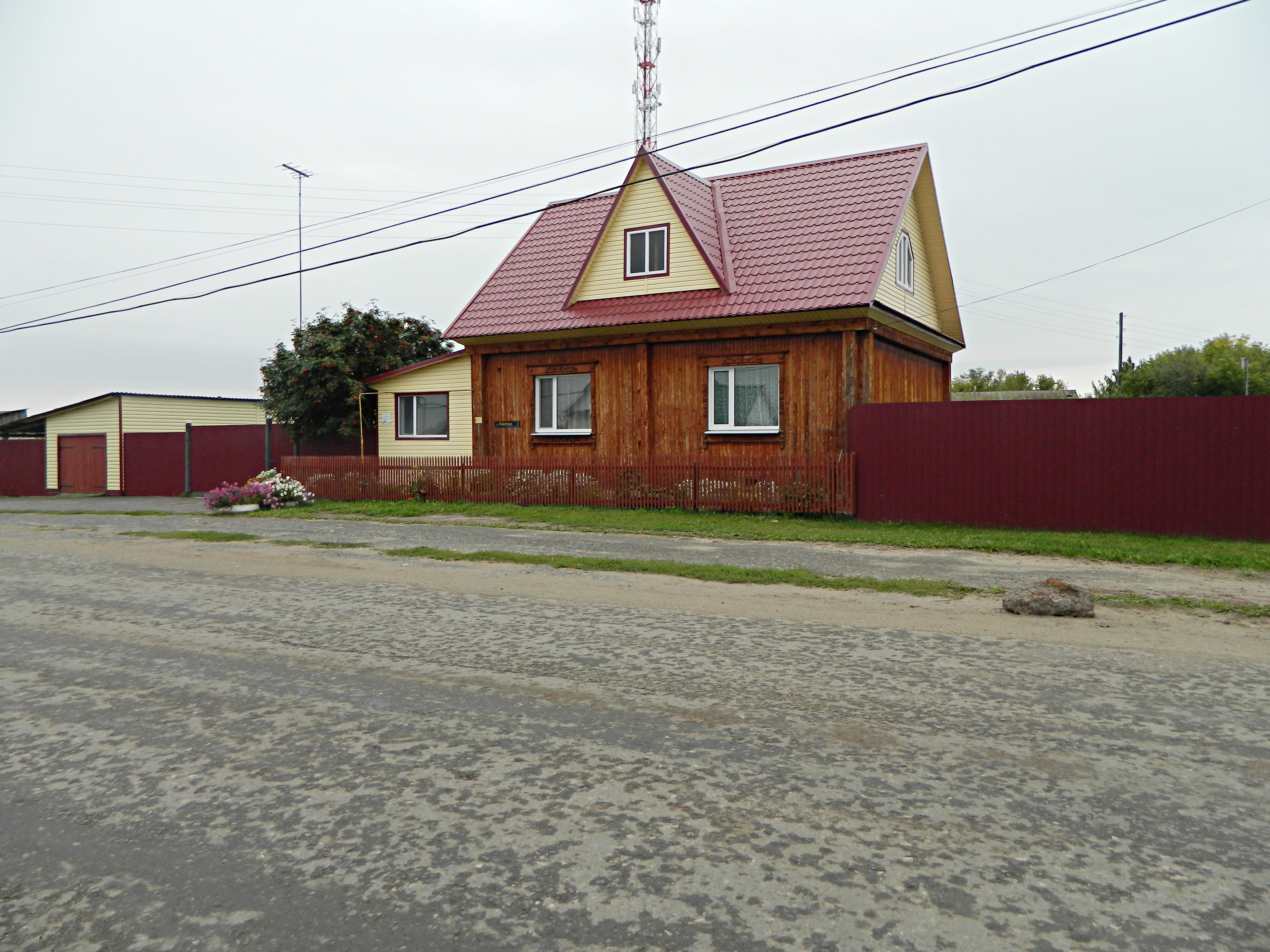
с.Емуртла

## Инфраструктура
В селе 16 улиц

## Достопримечательности
В селе находятся: Софийская церковь, памятник Юным ленинградцам, памятник Павшим войнам.